# Trinophylum descarpentriesi
Trinophylum descarpentriesi là một loài bọ cánh cứng trong họ Cerambycidae.